# Reflexív

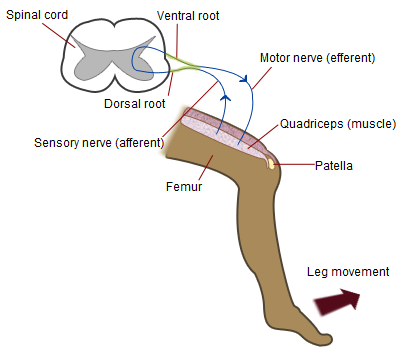
Térdreflex. (Izom nyújtási reflex)

A reflexív, vagy más néven reflexkör a reflexműködés anatómiai alapja. A következő részekből épül fel:
1. az ingert felvevő készülékből vagy receptorból, amely a környezet felől ható vagy a szervezet belsejében keletkezett ingereket felfogja, azokat ingerületté alakítja át
2. a perifériáról a központ felé haladó (afferens) idegpályából, amely az ingerületet a központi idegrendszer meghatározott területére vezeti
3. az afferens rostok közvetlen vagy közvetett átkapcsolódása az efferens neuronokra a reflexközpontban (központi kapcsoló készülékben)
4. ingerületet a központi kapcsoló készülékből reflexközpontból a végrehajtó szervekhez vezető (efferens) idegpályából
5. végkészülékből, amelyen keresztül az idegingerület kiváltja a végrehajtó szerv megfelelő működését

## A legegyszerűbb gerincvelői reflexív
Az idegműködés elemi folyamata a reflex, aminek szerkezeti alapja a reflexív. A reflexív fő komponensei: a receptor; az afferens szár; a központi kapcsolórendszer; az efferens szár; az effektor. A legegyszerűbb gerincvelői reflexív, az izmok saját nyújtási reflexe mindössze két neuronból áll. A bonyolultabb reflexívek számos neuron kapcsolódásából alakulnak ki. Az egyszerű nyújtási reflex az alábbi módon és az említett neuronok közreműködésével jön létre: Az izom megnyújtása az izomban lévő receptorokban (izomorsókban) található speciális rostok, meghosszabbodásával jár, ami ingerli a receptorokon végződő érző (proprioceptív) idegeket. Az idegi ingerület az afferens (az ingerületet a központi idegrendszer felé vezető) neuronokon keresztül eléri a gerincvelőt. Az afferens rostok a gerincvelőben szinapszist képeznek a nagy alfa motoros sejtekkel, amelyek a gerincvelő szürke állományának elülső szarvában helyezkednek el. Az idegi ingerület most az efferens (az ingerületet a központi idegrendszertől a környéki testrészek felé vezető) motoros rostokon terjed tovább és a motoros véglemeznél ingerli a munkaizomrostokat, mire az izom összehúzódik. Ez az egyszerű nyújtási reflex kétneuronos, egy afferens és egy efferens neuronból álló ívet alkot. Meg kell említeni, hogy az izomorsó afferens ingerületei gátolják az antagonista izmokat ellátó alfa motoros neuronokat. Ezt a hatást reciprok gátlásnak nevezzük. Megemlíthető, hogy a védekező (nociceptív) és a vegetatív reflexív is a gerincvelői szelvény(ek) szintjén záródik. A vegetatív reflexív efferens szára két, pre- és postganglionáris neuronból áll.